# Zinzolin
Zinzolin, ou gingeolin, est un nom de couleur d'usage vieilli ou littéraire qui désignait autrefois un rouge sombre et aujourd'hui, la plupart du temps, un violet rougeâtre. Il décrit en général des pièces de vêtement.

## Origine
Le mot zinzolin viendrait de l'italien zuzzulino et de l'arabe djoudjolân : « semence de sésame », de zizolin (1599, 1617), ou bien de l'espagnol cinzolino et de l’italien giuggiolena, d’où le terme de gingeolin également utilisé, parce qu'on peut obtenir à partir de cette graine une teinture. Cette explication remonte à Ménage, qui mentionne aussi une hypothèse latine dérivant zinzolin de hysiginium, une plante dont parle Pline, et de son diminutif hysiginolinum. Les auteurs suivants reprennent cette explication. Littré précise « une teinture violette », sans indication de source. Cette étymologie n'a pas toujours eu la faveur, puisque Chevreul indique que « Ginjolin (ou gingeolin) : couleur du fruit sec du jujubier (Zizyphus officinalis), appelé autrefois gingeole ». Le Dictionnaire italien et françois de 1663 indique en effet l'italien giuggiolino, (jujube) en face de zinzolin.
En 1650 Scarron en parle comme d'une couleur de longtemps passée de mode, ce qui sans doute explique les incertitudes quant à sa signification.
Le mot, provenant du jargon de la tapisserie, a connu un usage littéraire burlesque au XVIIe siècle et au XVIIIe siècle, avec une brochure de 1769, Le zinzolin, jeu frivole et moral, qui reste connu par la critique qu'en a faite Diderot. Rivarol utilise encore le mot à des fins satiriques. Max Jacob a pu utiliser de nombreuses fois zinzolin dans son roman Le terrain Bouchaballe (1923), sans donner aucune indication sur la couleur ou le tissu dont il s'agit, tout en apportant une étymologie suprêmement fantaisiste.

## Couleur

### Rouge-pourpre …
Gingeolin, « couleur roussâtre », est attesté en 1635. Zinzolin, attesté en 1599 se trouve décrit sans ambiguïté dans l’Harmonie universelle de Mersenne (1636) comme la couleur extrême de la décomposition de la lumière par le prisme, côté rouge. Le Dictionnaire du tapissier définit le zizzolin ou zinzolin comme une garance pourpre, remontant à l'inventaire de Gabrielle d'Estrées.
La teinture à base de sésame, en usage en Inde, donne une couleur rouge-brun. En 1615, on peut comparer le zinzolin de la livrée des hommes de Concini à la couleur du sang.

### … ou rouge-orangé …
Soixante ans après, toutefois, les auteurs officiels du règne de Louis XIV écrivent dans un Réglement « les orangés, isabelle, aurore, gingeolins, jaune-doré, thuille et chamois, pelure d'oignon, seront teints selon leurs nuances de Gaude & garancés », ce qui ne peut guère indiquer qu'une nuance de jaune-orangé.
Au XIXe siècle, Chevreul entreprend de classer les couleurs entre elles et par rapport aux raies de Fraunhofer. Il classe le  « Ginjolin (ou gingeolin) », une couleur de l’Instruction générale pour la teinture de 1671 obtenue avec la garance et voisine de la couleur de tuile, comme 4 rouge-orangé 15 ton (type).

### … peut-être pas jaune, gris ou bleu  …
On trouve en 1765 une méthode pour « faire l'orpiment gingeolin », ce qui renvoie encore vers le jaune. Mais cet ouvrage traduit de l'italien comporte une « terre jaune claire … qui ne cède en rien au gingeolin » et un « gingeolin de Naples ». Il a probablement traduit giallorino (jaune doré ou Jaune de Naples) par gingeolin. Il peut s'agir d'une erreur de traduction, le terme gingeolin étant déjà désuet, ou de la transcription d'un usage local. Le Dauphiné et la Provence sont proches et liés par le commerce avec l'Italie, et en 1809, le Dictionaire des patois de l'Isère définit le zinzolin, ou gingeolin comme une couleur tirant sur le jaune clair. Le patois de l'Isère pourrait avoir ainsi adopté ou adapté l'italien.
En 1911, on trouve, parmi les « vanités et ridicules du jour », « le goût des étoffes d'ameublement claires. Les jaunes citron, les verts pistache, les gris zinzolin, les roses évanescents » et en 2002 bleu zinzolin (Amzallag-Augé 2002).

### … mais mauve dans les nuanciers modernes
Dans les nuanciers récents, la couleur zinzolin est un mauve ou un violet. Le changement de teinte du rouge violacé au violet rougeâtre, puis violet tout court, s'est produit dans la deuxième moitié du XIXe siècle ; il est d'autant plus facile que le terme zinzolin sonne bien, mais est toujours rare, littéraire, précieux, voir bizarre. Sans doute faut-il le mettre en rapport avec l'invention des colorants synthétiques et la mode des pourpres et violets des années 1860.
On trouve en fil à broder zinzolin 1122 ou 2704 Violet Zinzolin ; pour les bâtiments T03 Zinzolin, en béton coloré Zinzolin 271 ; en vernis à ongles Violet Fine Zinzolin.